# Microrregión de Soledade
La microrregión de Soledade es una de las microrregiones del estado brasileño del Rio Grande do Sul perteneciente a la mesorregión Noroeste Rio-Grandense. Su población fue estimada en 2005 por el IBGE en 71.896 habitantes y está dividida en ocho municipios. Posee un área total de 3.603,630 km².

## Municipios
- Barros Cassal
- Fontoura Xavier
- Ibirapuitã
- Lagoão
- Mormaço
- São José do Herval
- Soledade
- Tunas

- Datos: Q2566081